# الاتحاد السعودي للرياضات الإلكترونية
الاتحاد السعودي للرياضات الإلكترونية (سابقًا الاتحاد السعودي للرياضات الإلكترونية والذهنية) هو الجهة الراعية لكافة الرياضات الإلكترونية في المملكة العربية السعودية، ويصنف كاتحاد رقابي يهدف إلى رعاية وتطوير النخبة من لاعبي الرياضات الإلكترونية لتمكينهم من الوصول إلى أعلى المراكز العالمية، كما يهدف الاتحاد إلى أن تصبح المملكة العربية السعودية وجهة رئيسية وعالمية للرياضات الإلكترونية من خلال تنظيم البطولات المحلية والعالمية في الرياضات الإلكترونية.

## التأسيس
تأسس الاتحاد في 13 أكتوبر 2017م، برئاسة صاحب السمو الملكي الأمير فيصل بن بندر بن سلطان. في 4 مايو 2021، أعلن الاتحاد عن فصل الرياضات الذهنية عن أعمال الاتحاد، ليكون بذلك الجهة المنظمة والمسؤولة عن تطوير قطاع ومجتمع الألعاب الالكترونية في المملكة، ورعاية نخبة لاعبي الرياضات الالكترونية السعوديين.

## البطولات المحلية
- بطولة شتاء الرياض للبلوت.[6]

- بطولة لاعبون بلا حدود من السعودية.[7]
- الدوري السعودي الإلكتروني.
- دوري الجامعات السعودية للرياضات الإلكترونية.
- بطولة المملكة العربية السعودية لكرة القدم الإلكترونية (FIFA21).
- دوري كأس الأمير محمد بن سلمان الإلكتروني.

## المبادرات المحلية

### مبادرة تحرك والعب
تعتبر أول مبادرة سعودية تجمع بين الرياضة البدنية والألعاب الإلكترونية، وقد اطلقت هذه المبادرة في نهاية شهر أبريل عام 2020م بالتعاون بين الاتحاد السعودي للرياضات الإلكترونية والذهنية وبين الاتحاد السعودي للرياضة للجميع وبرعاية برنامج جودة الحياة، وتهدف إلى صناعة تحديات متنوع تجمع بين النشاط الذهني والجسدي وتشمل أطياف المجتمع السعودي، ومن هذه التحديات:

### تحدي يلا نتحرك
عبارة عن مجموعة من التحديات الحركية، تقوم بها جهات مختلفة، منها:
- تحديات الاتحادات الرياضية.
- تحديات المجموعات الرياضية.
- تحديات المشي.
- تحديات رياضية متنوعة.[9]

## الإنجازات العالمية
- توقيع مذكرة تفاهم للتخفيف من آثار جائحة فيروس كورونا المستجد (كوفيد - 19):

وقع الرسام يوم الخميس 18 / 6/ 2020م مذكرة تفاهم مع الاتحاد السعودي للرياضات الإلكترونية والذهنية، وذلك لتخصيص أموال التبرعات الناتجة عن تنظيم بطولة «لاعبون بلا حدود» للرياضات الإلكترونية والتي تبلغ 10 ملايين دولار لصالح المنظمات والجهات الدولية مثل جافي واليونيسف ومركز الطب الدولي؛ لدعم أنشطتهم في مكافحة الجائحة والحد من انتشار الفايروس في العالم على أن يتولى مركز الملك سلمان للإغاثة والأعمال الإنسانية التنسيق مع المنظمات المذكورة؛ لإيصال التبرعات إلى مستحقيها.